# Pseudanniceris costaricensis
Pseudanniceris costaricensis är en insektsart som först beskrevs av Rehn, J.A.G. 1905.  Pseudanniceris costaricensis ingår i släktet Pseudanniceris och familjen gräshoppor.
Artens utbredningsområde är Centralamerika. Inga underarter finns listade i Catalogue of Life.